# عبد الله المطرود
عبد الله بن محمد بن عبد الله المطرود قارئ من مواليد مدينة الخرج، عام 1963 (1383هـ). إمام وخطيب جامع الأمير بندر بن عبد العزيز آل سعود، وجامع أم خالد الحمودي في النسيم الشرقي حي الصفوة، أما الآن فهو إمام لجامع فهد بن عبد الله المرشد بالدرعية. نال شهادة الدكتوراة عام 2003 (1424هـ) من جامعة الإمام محمد بن سعود الإسلامية من كلية أصول الدين، قسم العقيدة، عنوان الرسالة «الصوفية في القرن الرابع الهجري ورد علماء السلف عليهم في نفس القرن». والمدرس بمتوسطة وثانوية «ذي النورين» تحفيظ القرآن الكريم بعليشة الرياض.

## سيرة
عندما بلغ من العمر 15 سنة كان يؤم بالمصلين إذا تغيب والده عن إمامة المصلين، وعين إماماً لمسجدٍ في حي العود في الرياض عام 1978 (1399هـ)، ثم انتقل إلى مسجد في حي غبيرة،  ثم إلى مسجد في حي منفوحة، ثم انتقل بعدها إلى مسجد الأمير خالد بن سعود في حي العريجاء،  ثم انتقل إلى جامع فاطمة الزهراء في حي المرسلات في الرياض.
له قصة لهدايته رواها عن نفسه.
عبد الله المطرود يحكي قصة تحوله إلى قارئ ويقول: «كنت في بداية حياتي أيام الدراسة الإعدادية والثانوية مغنياً، حيث كنت أغني على المسارح، وكنت رياضياً حيث حصلت على المركز الأول في لعبة الجمباز في المرحلة الابتدائية على منطقة الرياض، وكنت حارسا في كرة القدم، وألعب التنس وكرة الطائرة، كما كنت ممثلا، وحصلت على المركز الأول على مستوى المملكة في منطقة جدة، وفي بداية المرحلة الثانوية كان هناك أستاذ جليل اسمه: فلاح بن مبارك العطري يُدَرِّسُ في ثانوية الرياض، وكان من الأسباب التي جعلتني أسلك طريق الهداية، والدعوة إلى الله، وسمع صوتي في قراءة القرآن الكريم فشجعني عليها وقال: إنها أفضل من الغناء.. فأخذت أحافظ على قراءة القرآن الكريم، والأناشيد الإسلامية، واستمر في هذا الطريق الجميل.. ومن تشجيع هذا الأستاذ لي أن قدمني للإمامة في أحد المساجد، وبعدها فتح الله علي، وسرت على الطريق الصحيح ولله الحمد.»

## محاضرات
- وبشر المؤمنين

## وصلات خارجية
- صفحته على موقع طريق الإسلام.